# Исихазам
Исихазам (грч. ἡσυχία — мировање, тиховање, ћутање) је молитвена традиција у православљу, коју упражњавају монаси исихасти (грч. ἡσυχασταί — испосници). Овај начин духовног живота је претежно заступљен на Светој гори. Није стриктно везан за место, исихазмом се може живети и на брду, на селу и у граду.
Исихастичка пракса започиње покајањем и подвизима за очишћење душе и тела од страсти, а наставља се непрестаним упражњавањем унутрашње молитве срца. Плод таквог подвига је виђење божанске светлости, попут апостолског на гори Тавор приликом Исусовог преображења.
Исихазам није само дело подвига, већ је и потпуно окретање човековој унутрашњости сједињено са пунотом црквеног живота и неопходношћу узимања Светих Тајни.

## Историјат
Исихастичко упражњавање контемплативног живота се заснива на слову Јеванђеља по Луки: "Царство је Божије унутра у вама" (Лука 17,21) и на саветима Апостола Павла: "Молите се непрестано" (1. Сол. 5,17), вуче корене из раних монашких центара хришћанског Истока: Кападокије, Египта, Синаја, Цариграда. У 13. и 14. веку је исихазам доживео значајан процват као широк монашко-црквени покрет на Светој гори, у Византији, на Балкану и потом у Румунији и Русији. Неки западни теолози га сматрају „јединим великим мистичним покретом у православљу".
Главни носиоци исихастичког искуства били су, у вековима процвата, Симеон Нови Богослов (X-XI в.), Григорије Синаит (XIII—XIV в.) и Григорије Палама (XIV в.), са већим бројем следбеника у свим православним народима. Са Атоса се у следећим вековима раширио по манастирима у Бугарској, Србији, Русији и Молдавији, утичући не само на монашки него и на литургијски живот. У средњовековној Србији су многи монаси исихасти живели у већем броју манастира Србије подигнутих од Лазаревића и Бранковића.

### Исихастички спор
У време када се исихазам јавио, изазвао је многе бурне реакције. Варлам Калабријски, теолог и монах из јужне Италије, успротивио се покрету исихазма и оптужио за јерес учење Григорија Паламе, који је бранио исихазам, тврдећи да је познање Бога чин искуства. Григорије Палама говори о непосредном созерцавању Бога у виду нестворених божанских енергија. Између Варлаама и Паламе се водила ватрена полемика. Против Варлаама, који је обожење сводио на подражавање Бога, Палама наводи да је обожење стварно учествовање, лично општење са Богом. Благодат је преношење силе божје у наш живот, али и поред Божијег присуства у нествореним енергијама, тајна божије суштине остаје непозната. Спознаја значи сједињење са Богом, продирање у унутрашњост Бога колико је допуштено човеку, који никад не може да схвати и исцрпе божанску суштину.
Помесни сабори у Цариграду 1347. и 1351. године, којима председава цар Јован VI Кантакузин, су и поред противљења појединих теолога, прогласили правоверност исихазма и Паламине доктрине.
Теолошке импликације исихастичког духовног искуства врло су значајне, јер воде непосредном богопознању, сходно којем се Бог јавља својим енергијама, при чему својом суштином остаје недоступан. Исихазам је утицао на живот и културу хришћанског Истока, и на обликовање целокупне животне филозофије православних народа кроз векове.